# Сремска куленијада
Сремска куленијада је привредно-фолклорна манифестација која се од 1999. године одржава сваке године у мају или јуну. Место одржавања се неколико пута мењало да би се од 2009. године усталило у Ердевику, насељеном месту на територији општине Шид.
Манифестација има регионални карактер, а организатори су МЗ Ердевик и Сремска привредна комора. Централни програм манифестације представља такмичење у производњи кулена, које се одвија у две категорије физичка лица и предузећа. Обахваћенене су и продајне изложбе бројних сухомеснатих специјалитета, вина, сира, меда... 
Организују се и пратећи програми који обухватају наступе културно-уметничких друштава, концерте забавне, предавања на тему лечења медом и пчелињим производима, такмичења у прављењу кобасица и погађању тежине кулена.